# Aeroportul Ivato
Aeroportul Ivato (IATA: TNR, ICAO: FMMI) este un aeroport din Provincia Antananarivo, Madagascar ce deservește zona Antananarivo. Aeroportul a fost tranzitat în 2017 de 890.591 de pasageri.
Situat la o altitudine de 1.280 m, aeroportul dispune de 1 pistă.

## Infrastructură

### Piste
Aeroportul dispune de o singură pistă. Pista are orientarea 11/29.